# Сплюшка санта-катаринська
Сплюшка санта-катаринська (Megascops sanctaecatarinae) — вид совоподібних птахів родини совових (Strigidae). Мешкає в Південній Америці.

## Опис
Довжина птаха становить 25-28 см, самці важать 155-194 г, самиці 174-211 г. Забарвлення існує в трьох морфах — поширеній коричневій і більш рідкісних сірій і рудій. У представників коричневої морфи верхня частина тіла темно-коричнева, поцяткована нечіткими блідими смужками і темними плямами, тім'я дещо світліше. Лицевий диск коричневий з темними краями. Нижня частина тіла коричнева, поцяткована темними вертикальними смугами. На голові помітні пір'яні "вуха". Очі жовті або оранжеві, іноді блідо-карі, дзьоб зеленувато-сірий, лапи блідо-сірувато-коричневі.
Голос — швидка гортанна трель, яка триває 5-10 секунд і різко обривається. Під час сезону розмноження самці видають короткі, швидкі крики, які стають більш довгими, а інтервали між якими збільшуються. Самиці в цей час видають гучну серію хриплих криків «ба-ба-ба».

## Поширення і екологія
Санта-катаринські сплюшки мешкають на південному сході Бразилії, в штатах Парана, Санта-Катарина і Ріу-Гранді-ду-Сул, в провінції Місьйонес на північному сході Аргентини і на півночі Уругваю. Вони живуть на узліссях атлантичних лісів, в рідколіссях і луках, порослих деревами, на висоті від 300 до 1000 м над рівнем моря. Ведуть нічний спосіб життя. Живляться комахами та іншими безхребетними, а також дрібними хребетними. Сезон розмноження триває у серпні-вересні. Гніздяться в дуплах дерев, зокрема в покинутих дуплах дятлів. В кладці 1-2 яйця, насиджують самиці.